# Марија А. Богданович
Марија А. Богданович (блр. Марыя Апанасаўна Багдановіч (Мякота); Игумену, данас Червењу, 1869 — Гродно, 4. октобра (12. октобра) 1896) била је белоруска је књижевница. Мајка је чувеног белоруског песник-класика Максима Богдановича и супруга фолкористе Адама Ј. Богдановича.

## Детињство и младост
Рођена је у породици Апанаса и Татјане Мјакоте. Након смрти оца, због тешког материјалног стања породице, Марија Апанасовна је, заједно са братом и сестром послата у сиротиште у Минску. Покровитељка сиротишта је обратила пажњу на ову живахну, веома талентовану девојку и уз њену помоћ, Марија је завршила Минско женско трогодишње училиште 1882. године. (у успоменама Адама Ј. Богдановича та школа се назива Женским Александровским училиштем), а потом је пошла је земску учитељску школу у Санкт-Петербургу, 1886. године.

## Брачни живот
Студије није завршила, јер је 30. октобра 1888. године склопила брак са Адамом Богдановичем у Хмарина-Городетској Цркви Минског округа (сада Сјомков град). Вероватно је наставила образовање код куће. У мемоарима њеног супруга Адама Ј. Богдановича овако је описана: Изванредна живост перцепције и осећања и покрета – били су основа и доминантна карактеристика њене природе. Покретна, увек весела, са блиставим очима и косом чудовишне јачине, она је, још, овладала грациозношћу мачета и неодољивом очаравајућом лепотом, коју, прихваћено, називају женственошћу. Њене слике не дају никаквог разумевања, не само њеног духовног облика, већ ни спољашњости. То је маска, лишена живота; а она је сва сјајна, пије живот, сви покрети, радост, усхићење. Живела је у Минску, а 1892. године породица Богданович се сели у Гродно. Марија Апанасовна је имала четворо деце, које је изродила у шест година брака: Вадима (1890 – 1908),  Максима (1891 – 1917),  Лава (1893 – 1918), Ніну (1896 – 1897).
Своју децу је веома волела. Њен супруг Адам Ј. Богданович је приметио: Једино у чему је била непоправљива, пристрасна, у чему се огрешивала о своју правдољубивост, било је то, што је сматрала своју децу без премца у поређењу са децом, коју је познавала. Као педагог по занимању, трудила се да код своје деце примени систем васпитања немачког педагога Ф. Фребела. Адам Ј. Богданович је сматрао да код њиховог сина Максима постоји дар (за књижевност) његове мајке, који је код ње спавао у неразвијеном стању. 

## Стваралаштво
Марија Апанасовна је написала и објавила приповетку Уочи Божића (у оригиналу на руском: Накануне Рождества), која је објављена у Вједомостима гродненске губерније 29.12.1983. године, у граду Гродну. Много је читала, била је музички надарена. У Минску и Петербургу често је посећивала концерте, свирала је на фортепијану.

## Крај живота и сећања
Марија Апанасовна је умрла од туберкулозе 1896. године, месец дана после рођења кћери, а установљено је тачно место сахране на Гродновском православном гробљу, где јој је подигнут споменик. Смрт мајке и, повезан са њом, одлазак породице из Белорусије (у Нижњи Новгород, у Русију) слио се у дечјој свести Максима Богдановича у трагичну симбиозу, која се претворила у поетском стваралаштву у једну од централних слика – Мајку-Отаџбину.
О сличности између Марије Апанасовне и њиховог сина Максима Адамовича, сведочи управо муж и отац Адам Ј. Богданович: ...по структури свог карактера, меког и женственог, по веселости своје нарави, животности, одговорности и упечатљивости, по пуноћи и мекоћи погледа, по снази појаве, става и заједно са живописношћу резултата његовог стваралаштва, он је више од своје браће подсећао на мајку, нарочито у детињству. На лик мајке у стваралаштву Максима Богдановича освртали су се: В. Марковец, А. Кејандов, Р. Тоболич, В. Јевсејев, скулптор А. Липењ. 

## Заоставштина
У Књижевном музеју Максима Богдановича у Минску, Националном историјском музеју Републике Белорусије, Белоруској државној архиви-музеју књижевности и уметности, Музеју Максима Богдановича у Гродну чувају се оригиналне фотографије, документи, писма и одређени предмети, који су припадали Марији Апанасовној.
Године 2010. у часопису Матерња реч објављена је прича Марије Апанасовне на белоруском језику, у преводу Миколе Труса, истраживача, аутора многих научних радова и једне монографије о Богдановичима и директора Музеја (1998-2000). Уједно, Уочи Божића  једина је објављена прича Марије Апанасовне (премда се зна да је написала бар неколико) на руском језику. Поређења ради, њен син Максим Адамович објавио је само једну збирку песама „Венац“, по којој је остао заувек упамћен у историји белоруске књижевности.

## Везе са Србијом
У 2019. години објављена је књижица Уочи Божића Марије Богданович на српском језику, у издању Удружења поетских стваралаца, а у преводу Дајане Лазаревић. Књига се у електронском облику може читати на Пројекту Растко – електронској библиотеци белоруско-српских књижевних веза, чији је уредник проф. др Иван Чарота.